# S/2004 S 29
S/2004 S 29 は、土星の第60衛星である。

## 発見と命名
2019年10月8日にスコット・S・シェパード、デビッド・C・ジューイット、ジャン・クレイナによる観測チームにより小惑星センターのサーキュラーで発見が報告され、S/2004 S 29 という仮符号が与えられた。観測にはすばる望遠鏡およびケック望遠鏡が用いられ、2004年12月12日から2007年1月17日にかけての観測で得られたデータ中から発見された。発見報告が2019年であるにもかかわらず、仮符号が 2004 となっているのはそのためである。なお一連の観測では、合わせて20個の土星の新衛星が発見されている。2021年8月10日に小惑星センター (MPC) が発表した小惑星回報「M.P.C. 133821」にて、Saturn LX という確定番号が与えられた。
S/2004 S 29 を含む20個の新衛星の発見報告と同時に、これらの衛星の固有名を一般公募することが発表された。この衛星はイヌイット群に属するため、イヌイット神話に登場する巨人にちなんだ名称が与えられることになる。公募は2019年10月7日から12月6日にかけて行われ、その後選考を経て名称が発表される予定である。なお同様の衛星名の一般公募は、シェパードらが2018年に発見した木星の衛星に対しても行われている。

## 特徴
S/2004 S 29 は推定される直径が 4 km の小さな衛星である。発見者の一人であるシェパードは S/2004 S 29 を軌道傾斜角が45度前後の順行軌道を持つグループであるイヌイット群に分類しているが、ジェット推進研究所 (JPL) の5,000年以上の時間スケールによる数値積分で平均化された軌道要素では軌道傾斜角は38.6度となっており、これは37度前後の順行軌道を持つグループであるガリア群に近く、2022年に報告された研究では S/2004 S 29 はガリア群に分類されている。このグループに属する他の小さい衛星と同様、この衛星はかつての大きな母天体が衝突によって破壊された際の破片である可能性がある。